# Transaktionskonto
Transaktionskonto är ett konto som används för återkommande transaktioner till och från kontot, exempelvis lön, pension och betalning av räkningar.

## Svenska bankers benämningar
Olika svenska banker har olika namn på kontot; Nordea, Resursbank, Ica-banken, JAK, Danske bank och Nordnet kallar det för transaktionskonto; SEB, Länsförsäkringar, och Forex kallar det för privatkonto; Handelsbanken kallar det för allkonto; Skandiabanken, Allt i Ett-konto, Marginalen Bank använder termen lönekonto, samtidigt som flera banker använder den benämningen parallellt i sin marknadsföring. Swedbank och olika sparbanker använder olika namn, oftast transaktionskonto eller privatkonto, aldrig allkonto eller "allt i ett-konto". 

## Lagar och regler
Riksbanken kallar i sin reglering kontot för transaktionskonto medan ECB och övriga EU använder termen betalkonto.Även termen ”Betaltjänster” används.